# Ron Kroon
Ronald ("Ron") Kroon (Amsterdam, 17 september 1942 – Huizen, 12 juli 2001) was een topzwemmer op de vrije slag, die namens Nederland tweemaal deelnam aan de Olympische Spelen: Rome 1960 en Tokio 1964. Na zijn sportieve carrière werkte Kroon als fotograaf en journalist.

## Zwemmer
Kroon was in de jaren zestig met afstand Nederlands beste zwemmer op de korte afstand(en). Zowel in Rome als in Tokio drong hij op de 100 meter vrije slag door tot halve finales, met tijden van respectievelijk 57,7 en 55,7. Op datzelfde onderdeel won hij bij de Europese kampioenschappen van 1962 (Leipzig) de bronzen medaille in een tijd van 55,5. In de stad in de voormalige DDR won hij, geflankeerd door Jan Weeteling (rugslag), Wieger Mensonides (schoolslag) en Jan Jiskoot (vlinderslag), ook brons op de 4x100 meter wisselslag.
Op datzelfde onderdeel drong de aflossingsploeg, met Kroon als slotzwemmer en vlinderslagspecialist Gerrit Korteweg in plaats van Weeteling, voor het eerst in de olympische geschiedenis van Nederland door tot de eindstrijd, waarin het kwartet uiteindelijk eindigde als achtste en laatste in een tijd van 4.18,2. Kroon was daarnaast ook vele malen Nederlands kampioen.

## Fotograaf, journalist en regisseur
Na zijn carrière als zwemmer ging Kroon in de journalistiek werken. In de periode 1965-1968 was Kroon als fotograaf werkzaam voor het fotopersbureau Anefo. In de jaren zeventig was hij werkzaam als eindredacteur van het televisieprogramma AVRO's Sportpanorama. Vanaf september 1995 t/m oktober 1999 was Ron Kroon onder andere regisseur van het RTL 4 kinderprogramma Telekids met Carlo Boszhard en Irene Moors. Daar stond hij altijd op de aftiteling als 'opa Ron'. Hij overleed op donderdag 12 juli 2001 in Huizen (Noord-Holland) op 58-jarige leeftijd.

## Enkele foto's

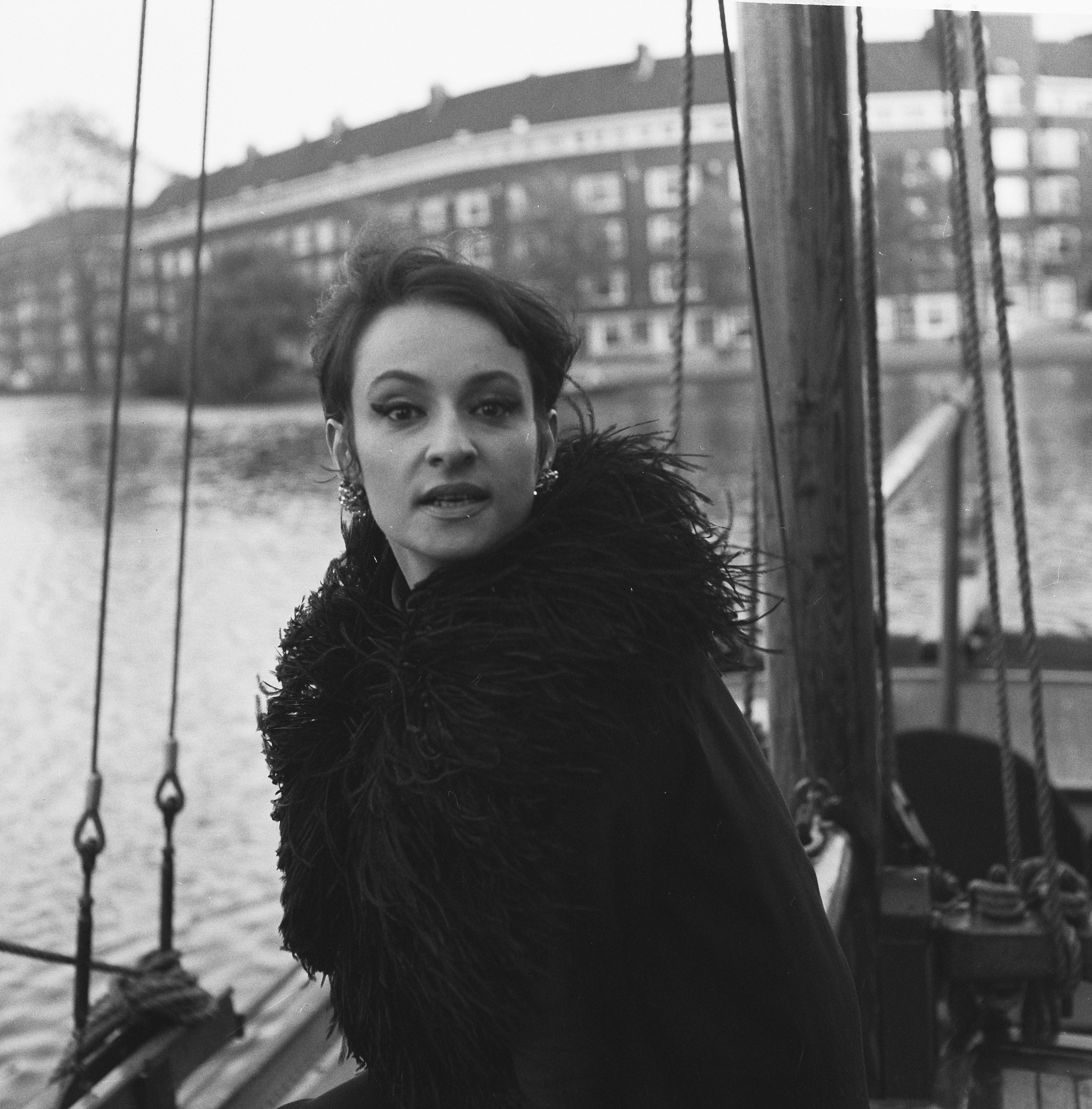
Barbara
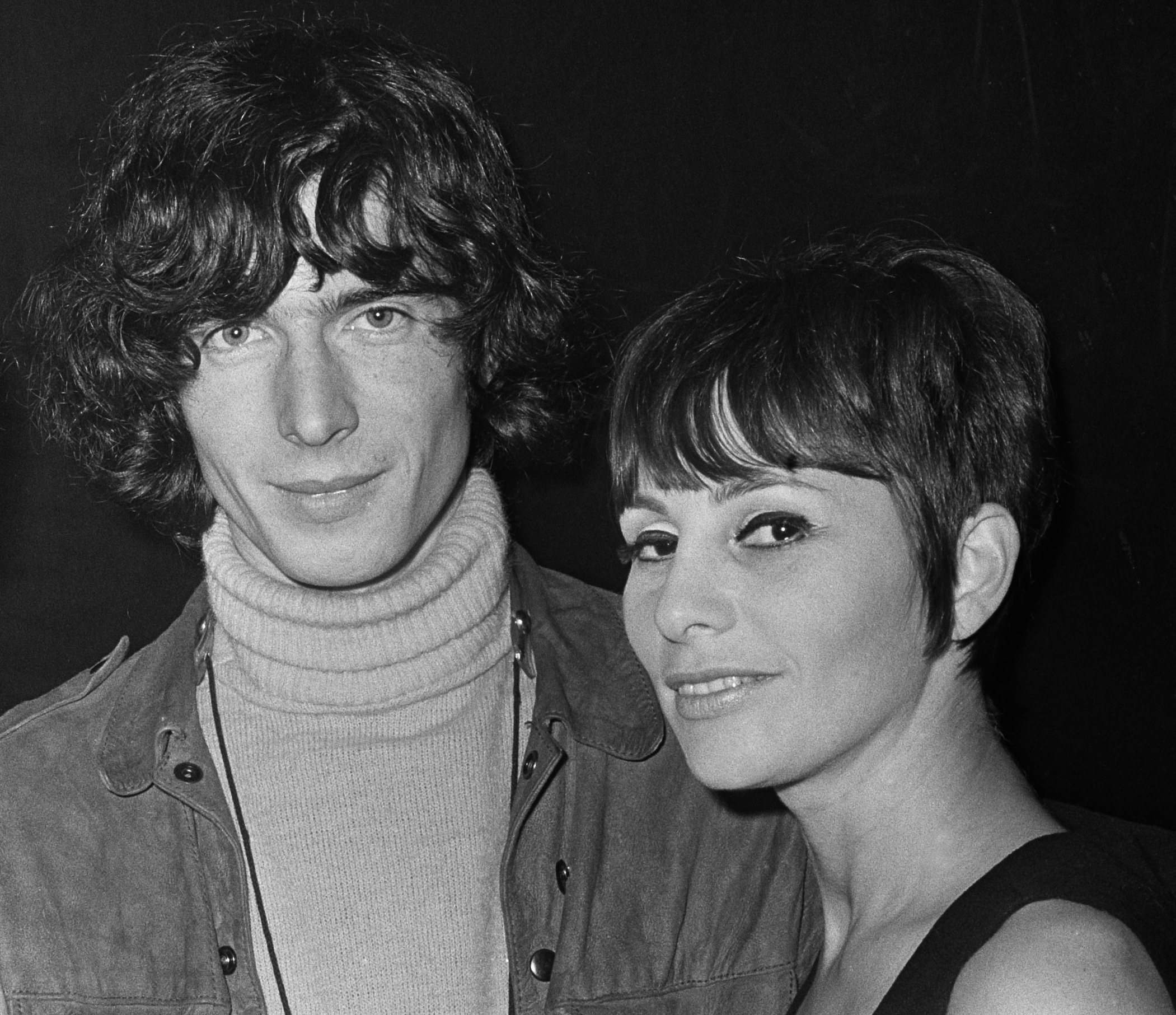
Boudewijn de Groot en Ann Burton
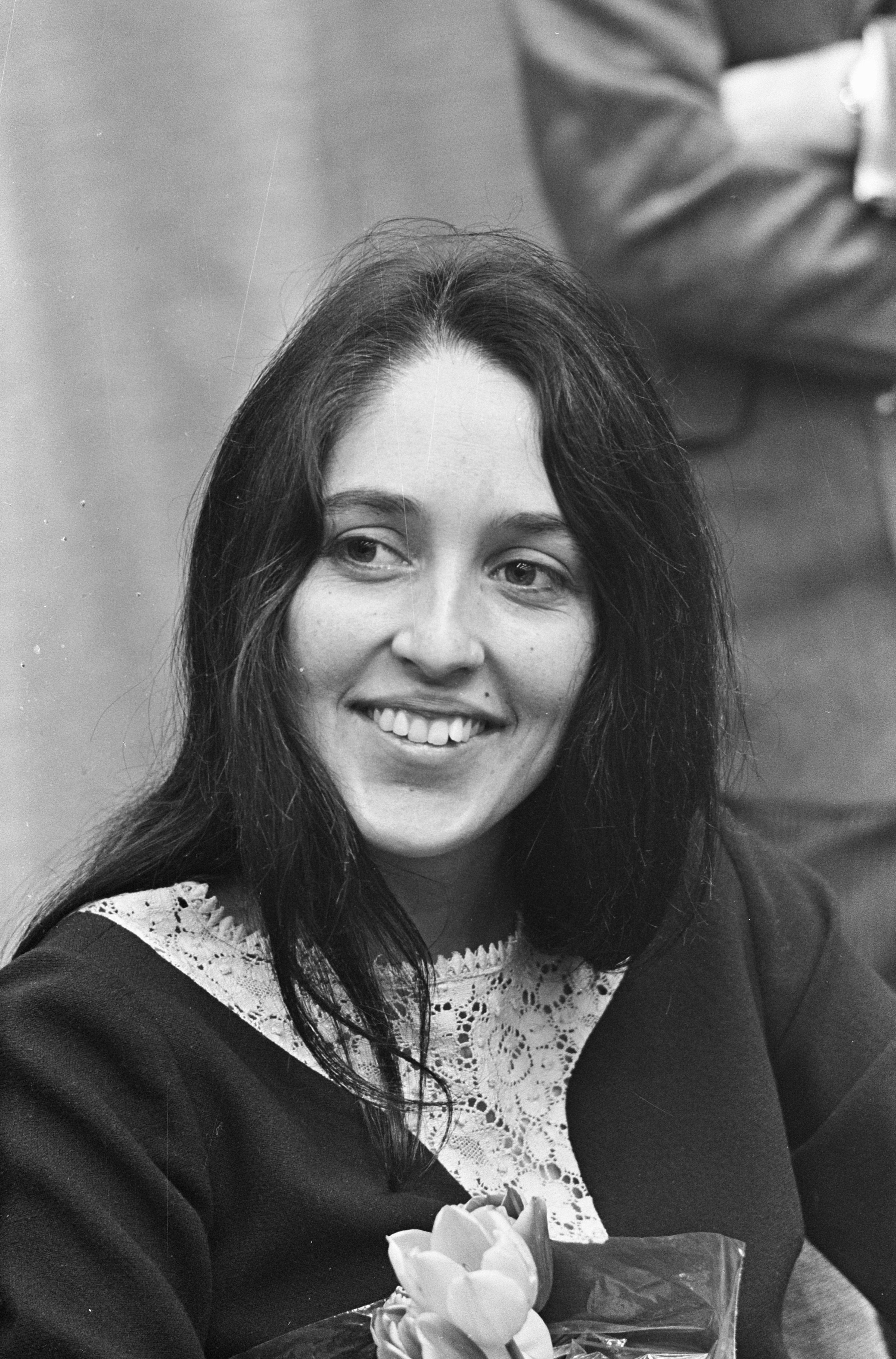
Joan Baez
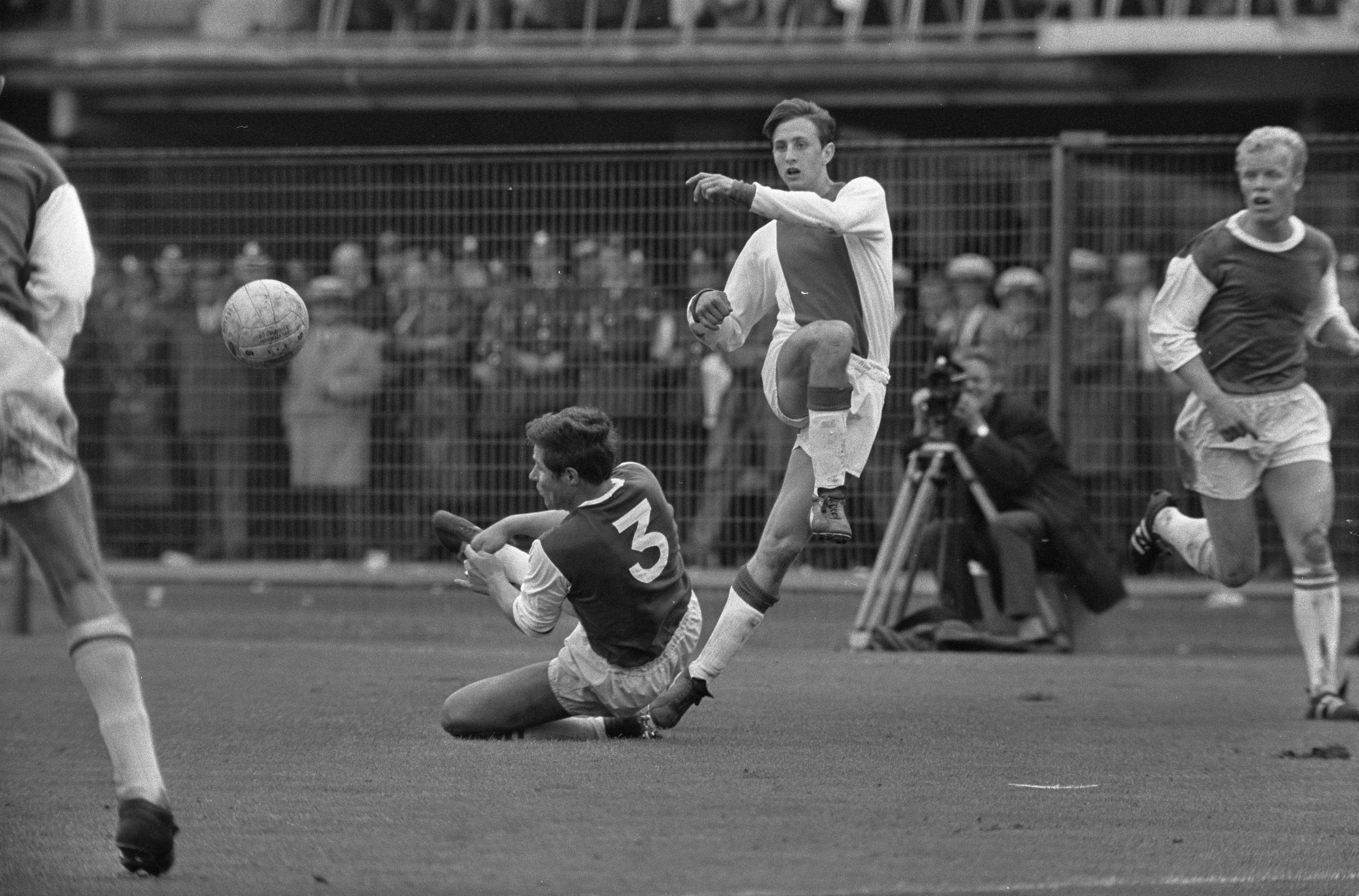
Johan Cruyff
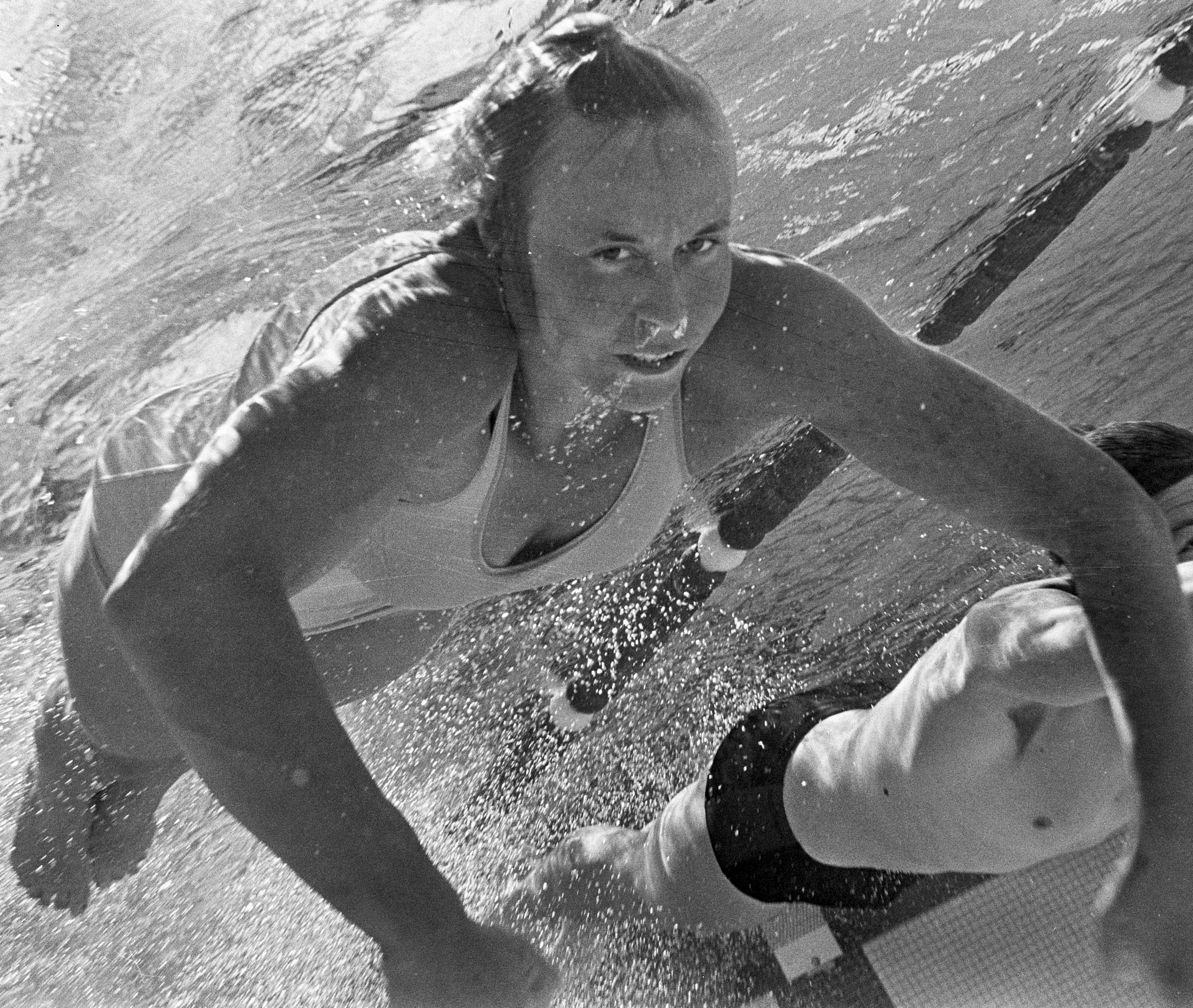
Onderwaterfoto van Gretta Kok
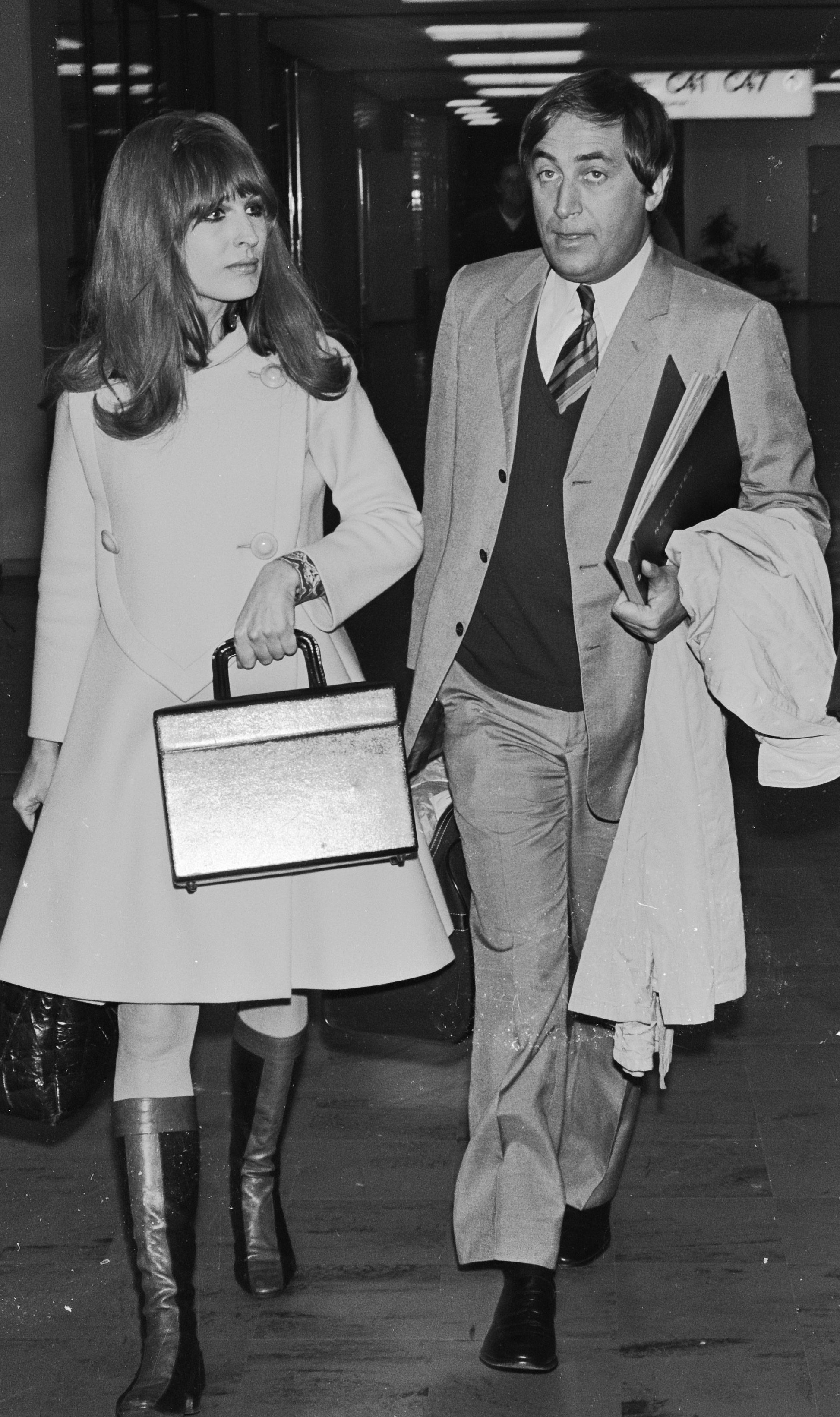
Liesbeth List en Cees Noteboom, Schiphol 1967
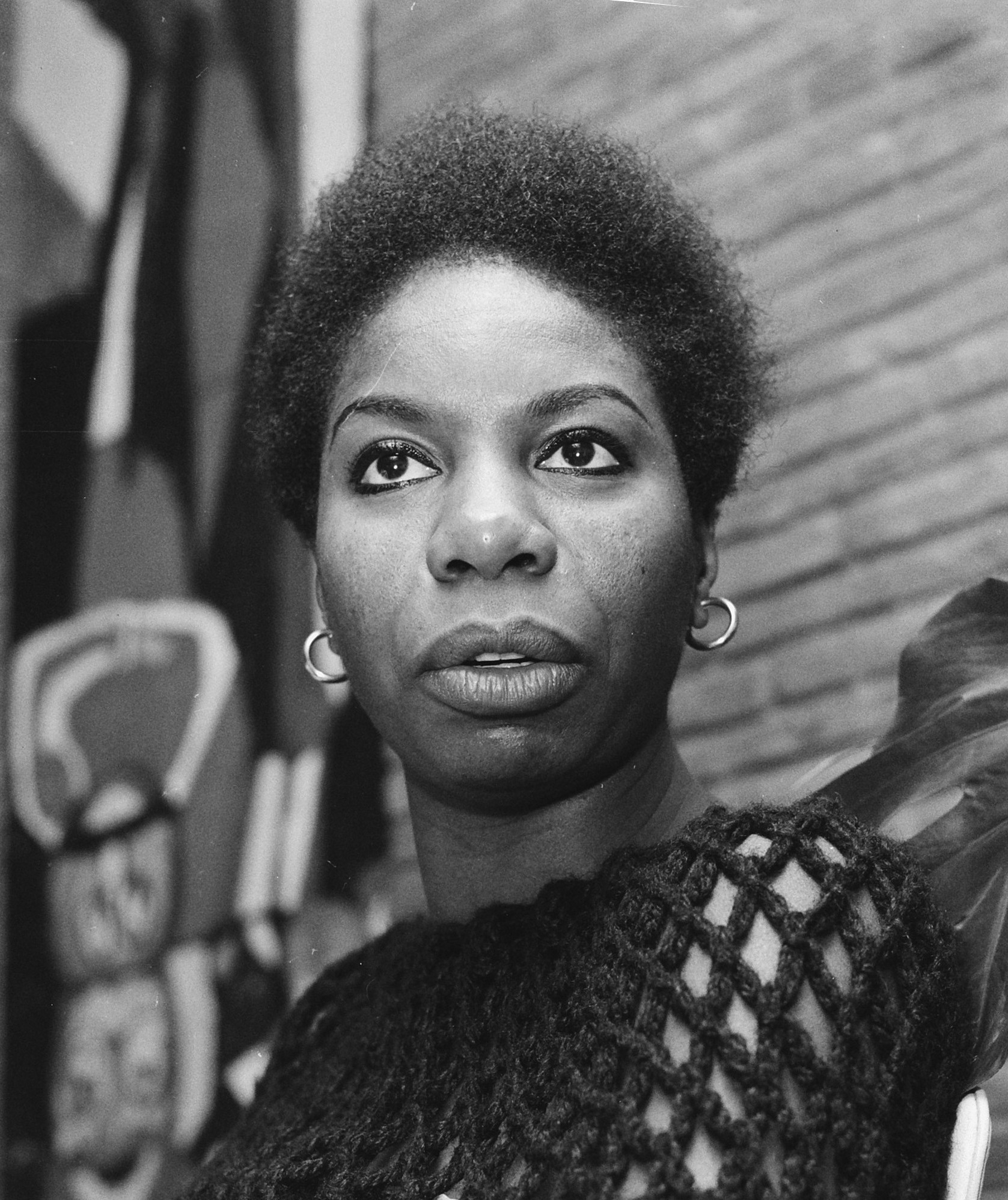
Nina Simone (1965)
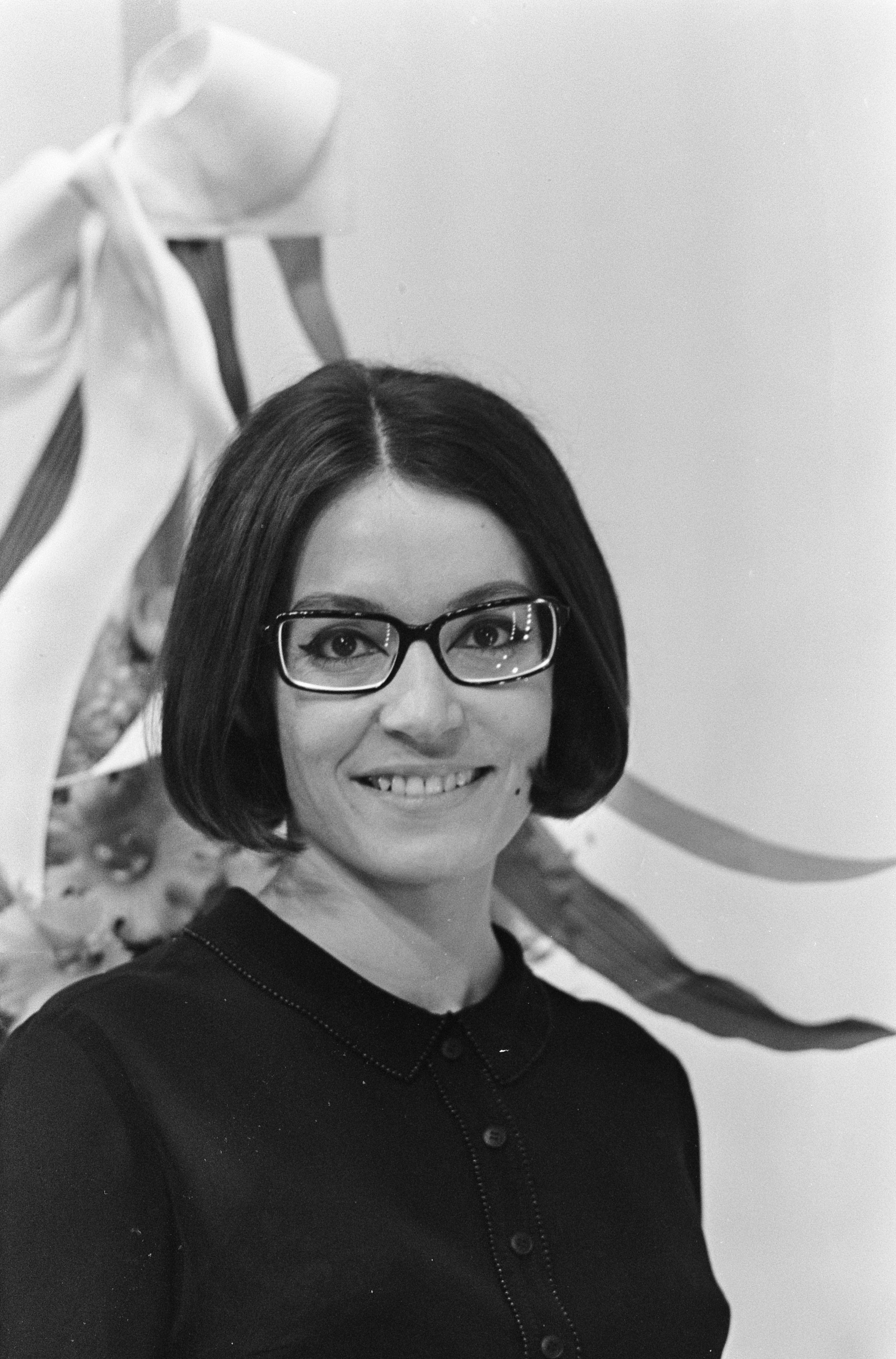
Nana Mouskouri (1966)
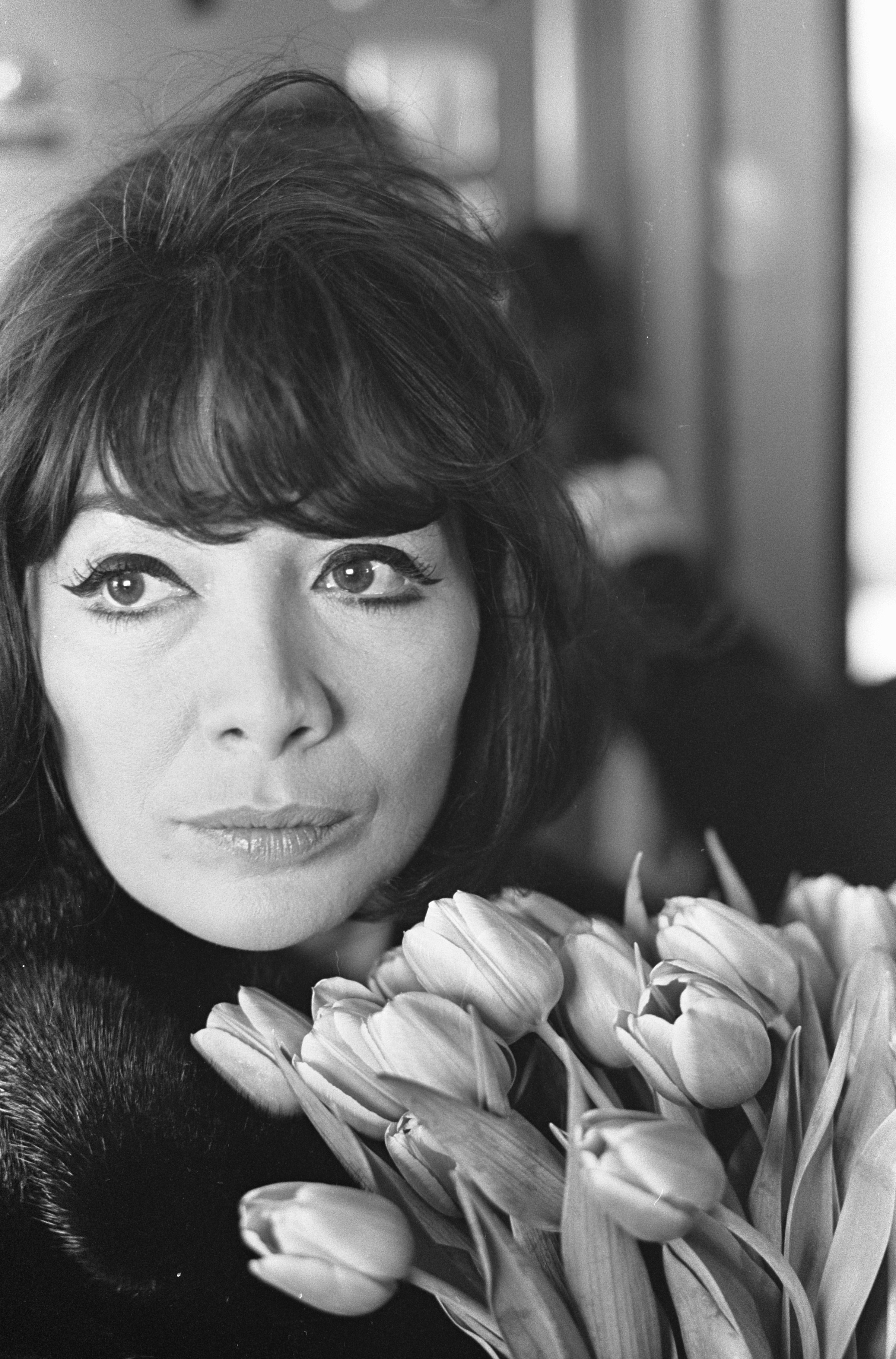
Juliette Gréco (1966)
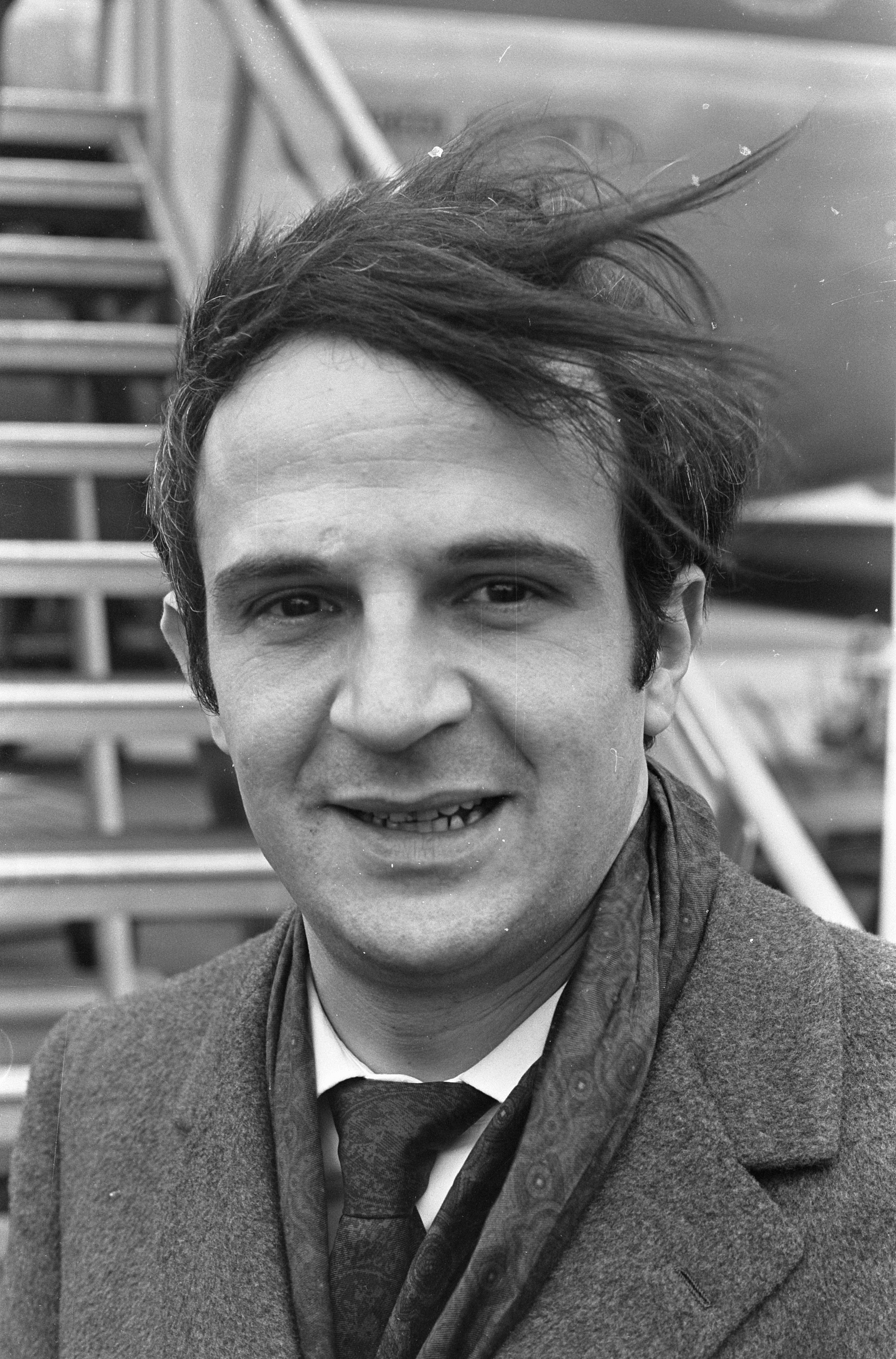
François Truffaut (1967)